# Misconduct
Misconduct to szwedzki zespół grający hardcore punk. Płyty zespołu zostały wydane w Polsce przez Shing Records.

## Dyskografia
- A Change (1997)
- ... Another Time (1997)
- A New Direction (1999)
- Split z The Almighty Trigger Happy (2000)
- One Last Try (2000/2001)
- United As One (2003/2004)
- Split z HSD Building Bridges (2006)
- Raise Your Voices EP (2006/2007)
- One Step Closer (2010)
- Blood On Our Hands (2013)